# Pan-Pot
Pan-Pot is de naam van het Berlijnse dj- en producersduo Tassilo Ippenberger en Thomas Benedix.
Ze werden populair na de release van hun debuutalbum, Pan-O-Rama, op het label Mobilee van Anja Schneider.
Hun repertoire wordt het best omschreven als underground georiënteerde techno, maar toch onafhankelijk van de bestaande genres met hedendaagse klanken. Ze voegen techno en house samen, en hebben experimentele elementen.

## Achtergrond
Tassilo en Thomas ontmoetten elkaar in 2003 op het Berlijnse SAE-instituut, waar ze audio-engineering studeerden. Ze voltooiden hun studies in geluidsproductie en design, die hen hielpen bij het bepalen van het esthetische geluid van Pan-Pot toen ze startten met het maken van muziek.
In 2005 boekte het duo Anja Schneider op een van hun evenementen, die hen toevallig de kans gaf om een gunstige overeenkomst te maken met het label Mobilee. Na een paar weken lanceerde het label hun tweede release, Copy and Paste, wat het officiële debuut was van Pan-Pot. Sindsdien is een gestage stroom van tracks en remixen uitgebracht op Mobilee en Einmaleins Musik.
Het bepalende moment van Pan-Pot's carrière kwam in 2007 met de release van hun debuutalbum, Pan-O-Rama. Tracks zoals Charly en Captain My Captain werden hits, die de artiesten bekend maakten als makers om hun mix van melodieuze en effen techno en house.
Ze zijn oprichter van hun eigen label Second State, waaronder ook Amelie Lens is gevestigd.
Ze speelden onder andere op festivals zoals Extrema Outdoor, Dour, Tomorrowland, Pukkelpop, Dekmantel en Awakenings.